# Digitaler Euro
Digitaler Euro (D€) ist das im Juli 2021 beschlossene Projekt der Europäischen Zentralbank (EZB) zur möglichen Einführung von digitalem Zentralbankgeld. Damit soll ein schnelles und sicheres gesetzliches Zahlungsmittel auf digitaler Basis gestaltet werden, das den Euro für Privatpersonen und Unternehmen in der bestehenden Form als Bargeld und auf Bankkonten ergänzt und vom Europäischen System der Zentralbanken des Euroraums ausgegeben würde. Funktional vergleichbar ist der D€ als digitaler Zwilling des Euro-Bargelds mit digitalen Mobile-Payment-Zahlungssystemen wie Apple Pay, PayPal und Google Pay.
Die Entscheidung, ob ein D€ tatsächlich eingeführt wird, soll erst nach Abschluss der Untersuchungs- und Vorbereitungsphase getroffen werden. In jedem Fall solle ein D€ das Bargeld nur ergänzen, es aber nicht ersetzen. Zu einer Festlegung des individuellen Haltelimits des D€ innerhalb eines e-Wallets (zwischen D€ 500–3000,- für Konsumenten) befindet sich die EZB aktuell (2024) in einer Kalibrierungsphase. Frühestens 2025 sollen EU-Parlament sowie Europäischer Rat zur Einführung des D€ abstimmen können. Bis 2028 könne der Digitale Euro eingeführt werden, so Burkhard Balz.
Sollte Ende der 2020er Jahre ein D€ als vermutlich infrastrukturseitig kostengünstigere gesetzliche Zahlungsalternative zu Bargeld verfügbar werden, würde vermutlich eine beträchtliche Anzahl von Händlern aus Kostengründen keine Bargeldoption mehr anbieten. Bestünde weiterhin der politische Wunsch, die Wahlfreiheit aufrechtzuerhalten, müssten, wie in Schweden, gesetzliche Standards für eine Grundversorgung mit Bargeld festgelegt werden.

## Argumente und Motive für die Einführung eines D€
Argumente und Motive für die Einführung eines D€ sind laut EZB:
- Erhalt der Rolle des Zentralbankgeldes als monetärer Anker für das Zahlungssystem[12]
- Bereitstellung eines kostenlosen digitalen Zugangs zu einem sicheren gesetzlichen Zahlungsmittel im Euroraum[13]
- erweiterte Zahlungsmöglichkeit durch alternatives Zentralbankgeld neben dem Bargeld und dem Buchgeld auf den Konten bei Geschäftsbanken[14] als Beitrag zu Verfügbarkeit und Inklusion[15][16]
- Schaffung von Vertrauen in digitales Bargeld durch hohen Schutz der Privatsphäre
- Treiber für Innovationen im Massenzahlungsverkehr
- Eindämmung der Verbreitung von Kryptowährungen und Stablecoins[17] zur Sicherung der finanziellen Stabilität und geldpolitischen Souveränität der Eurozone[18] EZB-Chefökonom Philip R. Lane sieht die Einführung eines D€ als Möglichkeit, die erhebliche Abhängigkeit Europas von ausländischen Anbietern im Zahlungsverkehr zu reduzieren.[19][20]

Neben diesen Motiven spielt die Möglichkeit eines weiteren Rückgangs der Nutzung von Bargeld als Zahlungsmittel eine Rolle in der Diskussion um den D€.
In Zeiten von Stress im Bankensektor könnte der D€ ohne Haltegrenze die Finanzstabilität durch einen Bank Run gefährden.

## Stellungnahmen zur möglichen Einführung eines D€
Der Verbraucherzentrale Bundesverband sieht den D€ als öffentliches Gut und damit die Chance, den digitalen Zahlungsverkehr verbraucherorientierter zu gestalten.
Der Branchenverband Bitkom begrüßt den Gesetzgebungsvorschlag der Europäischen Kommission zur Einführung des D€ als einen entscheidenden Schritt auf dem Weg in das digitale Zeitalter.
Kritiker sehen erheblichen Nachbesserungsbedarf, die Privatsphäre zu schützen, und verweisen auf die Anonymität von Bargeld. Die Gesellschaft für Informatik sieht in der Einführung des D€ bei gleichzeitigem Rückgang des Bargeldes eine Gefahr für die Informationelle Selbstbestimmung und Privatsphäre; es drohe der Gläserne Mensch.
Ein vom Zentrum verantwortungsbewusste Digitalisierung im Oktober 2024 veröffentlichtes Policy Paper enthält folgende Mindestanforderungen an den digitalen Euro als öffentlich zugängliche Zentralbankwährung:
Der digitale Euro 
- ist nur mit einem europaweit harmonisierten rechtlichen Status als gesetzliches Zahlungsmittel sinnvoll
- muss abgelöst vom Bankkonto auch offline nutzbar sein
- muss möglichst frei zirkulieren können
- muss eine anonyme Offline-Nutzung und eine datensparsame Online-Nutzung eröffnen
- sollte künftige "smarte" Nutzungsformen nicht ausschließen.

### Kreditwirtschaft
Aus der Sicht der deutschen Kreditwirtschaft ist der globale Trend in Richtung digitalem Zentralbankgeld unübersehbar und stellt sowohl eine Chance als auch eine Herausforderung dar. Die geplante Einführung eines D€ wird als ein wichtiger Beitrag zur Digitalisierung von Wirtschaft und Gesellschaft und zur Sicherung der Souveränität und Wettbewerbsfähigkeit Europas gesehen. Das in einem Grundlagenpapier vorgeschlagene Ökosystem digitalen Geldes soll über digitales Bargeld hinausgehen und aus drei Elementen bestehen:
- Retail-CBDC für den privaten Gebrauch
- Wholesale-CBDC für Banken und Sparkassen[30]
- Giralgeldtoken[31] für den Einsatz in der Industrie

Der Bundesverband deutscher Banken unterstützt die Einführung eines D€. In einem Positionspapier aus dem Februar 2023 betonen die privaten Banken die Weiterentwicklung des Bargelds, ihre Rolle bei seiner Ausgabe, seine Innovationsoffenheit und streben eine Risikominimierung bei der Einführung an. Bei den Risiken werden von den privaten Banken besonders die für ihr Geschäft (Disintermediation, sinkende Erträge, Schwächung ihrer Kundenbeziehung) erwähnt und dass eine Schwächung ihrer Investitionsmöglichkeiten ein Scheitern des D€ nach sich ziehen könnte.
Der Bundesverband der Deutschen Volksbanken und Raiffeisenbanken begrüßt die Pläne der EZB für einen D€, kritisiert aber, dass die Bedürfnisse der Wirtschaft an ein künftiges digitales Zahlungsmittel noch nicht ausreichend berücksichtigt wurden.

### Industrie
Der Bundesverband der Deutschen Industrie (BDI) mahnt in einem Ende September 2022 veröffentlichten Positionspapier, dass bei der Etablierung eines D€ die Industriebedarfe berücksichtigt werden müssen. Die Programmierbarkeit von Zahlungen ist dabei eine zentrale Forderung.

### Eurogroup
Für Paschal Donohoe, Präsident der Eurogroup, einem Gremium der Finanzminister aus den Euro-Mitgliedsstaaten, steht im Mittelpunkt des D€-Projekts das Ziel, die Verbindung zwischen Bürgern und Zentralbankgeld aufrechtzuerhalten: als Zentralbankgeld wäre der D€ eins zu eins in Euro-Banknoten konvertierbar.
Entgegen der Industrie will die Eurogroup nicht, dass der D€ mit Zusatzfunktionen ausgestattet werden kann.

### EU-Kommission
Die EU-Kommission schlägt im Juni 2023 in einem Entwurf für eine Verordnung zur Einführung des D€ vor, dass der D€ nicht nur den Banken, sondern vor allem der breiten Öffentlichkeit als gesetzliches Zahlungsmittel zugänglich gemacht werden soll. Die Abwicklung von D€-Transaktionen will die Kommission so gestalten, dass weder die Europäische Zentralbank noch die nationalen Zentralbanken Daten einem identifizierten oder identifizierbaren digitalen Euro-Nutzer zuordnen können. Er soll auch nicht programmierbar sein und dasselbe Level an Privatsphäre bieten wie Bargeld.
Eine persönliche digitale Brieftasche („Wallet“ zur Verfügung über eigene D€) wird von der Kommission zur Integration in eine umfassendere Digitale ID-Brieftasche (EUDI Wallet) angedacht/vorbereitet.

## Untersuchungsphase für die mögliche Einführung eines digitalen Euro: 2021 bis 2023
Am 2. Oktober 2020 veröffentlichte die EZB einen Bericht, in dem die Einführung eines D€ aus der Sicht des Eurosystems dargestellt wird.
Seit 2020 wurden mehrere Projekte in Zusammenarbeit mit der Europäischen Investitionsbank (EIB) gestartet, bei denen die Ausgabe, Kontrolle und Übertragung von digitalem Zentralbankgeld sowie Wertpapier-Token und Smart Contracts auf einer Blockchain getestet wurden.
Nach einer Vorplanung und der Vorstellung von Ergebnissen einer öffentlichen Konsultation Anfang 2021 hat die EZB im Juli 2021 beschlossen, ein Projekt zum D€ zu starten, das die mögliche Einführung eines D€ vorbereiten soll. Während der Vorplanung wurden keine technischen Hindernisse identifiziert. Die bis Herbst 2023 durchgeführten Untersuchungen zielten darauf ab, die Verteilung an Händler und Bürger, Auswirkungen auf die Märkte sowie die erforderliche europäische Gesetzgebung zu beleuchten. Eine Vorentscheidung, den D€ einzuführen, ist damit nicht getroffen worden.
Im September 2022 kündigt die EZB eine Zusammenarbeit mit fünf Unternehmen an (Amazon, CaixaBank, Worldline, EPI und Nexi), um potentielle Nutzerschnittstellen für den D€ zu entwickeln.
Bundesbank-Vorstandsmitglied Burkhard Balz sieht den D€ nicht zuletzt als ein Mittel zur Stärkung der europäischen Souveränität im Zahlungsverkehr. Seiner Ansicht nach könne der D€ so ausgestaltet werden, dass er auch programmierbare Zahlungen in einem hochautomatisierten Umfeld unterstützt.
Im September 2022 veröffentlicht die EZB den ersten Fortschrittsbericht zur Investigationsphase („Progress on the investigation phase of a digital euro“).
Auf der Konferenz „Towards a legislative framework enabling a D€ for citizens and businesses“ Anfang November 2022 in Brüssel bekräftigte Christine Lagarde, Präsidentin der Europäischen Zentralbank, dass der D€ kein eigenständiges Projekt sei, das sich auf den Bereich des Zahlungsverkehrs beschränkt. Vielmehr handle es sich um eine politikübergreifende und wahrhaft europäische Initiative, die das Potenzial habe, die Gesellschaft als Ganzes zu beeinflussen.
Im Dezember 2022 veröffentlicht die EZB den zweiten Fortschrittsbericht zur Investigationsphase.
Im Januar 2023 bittet die EZB erfahrene Experten auf dem Gebiet des Zahlungsverkehrs/Finanzwesens, ihr Interesse an der Mitarbeit bei der Ausarbeitung eines Regelwerks zum D€ zu bekunden.
Ende Mai 2023 veröffentlichte die EZB die Ergebnisse eines Marktforschungs- und eines Prototypingprojekts. Die Marktforschung habe ergeben, dass es einen ausreichend großen Pool von europäischen Anbietern gibt, die in der Lage sind, D€-Lösungen zu entwickeln. Sie habe auch gezeigt, dass verschiedene Arten von architektonischen und technologischen Gestaltungsoptionen zur Verfügung stünden, um eine technische Lösung für einen D€ zu entwickeln. Das Prototypingprojekt umfasste die Integration von fünf Benutzeroberflächen, die von verschiedenen Anbietern für jeden Anwendungsfall entwickelt wurden (Front-End-Prototypen), und einem vom Eurosystem konzipierten und entwickelten Abwicklungssystem (Back-End-Prototyp). Es wurden verschiedene Gestaltungsmöglichkeiten getestet, um festzustellen, ob sie technisch umgesetzt und in das Abwicklungssystem des Eurosystems integriert werden können. Die Tests ergaben, dass es möglich sei, einen D€ reibungslos in die bestehende Zahlungsverkehrslandschaft zu integrieren und gleichzeitig dem Markt Spielraum für die Nutzung innovativer Merkmale und Technologien bei der Verbreitung eines D€ zu lassen. Die Ergebnisse bestätigten auch, dass ein D€ grundsätzlich sowohl online als auch offline unter Verwendung unterschiedlicher technischer Konzepte funktionieren könnte. Offen bleibt die Frage, ob eine Offline-Lösung, die die Anforderungen des Eurosystems erfüllt und die erforderliche Größenordnung erreicht, kurz- bis mittelfristig mit der vorhandenen Technologie realisiert werden kann.
Im Juni verankerte die Slowakei das Recht auf Bargeldzahlung in ihrer Verfassung. Die Abgeordneten misstrauten der Ankündigung von EZB und EU-Kommission, dass der D€ nur begleitend, neben dem Bargeld, eingesetzt werden soll und befürchteten einen Versuch, die Nutzung der Digitalwährung zur Verpflichtung zu machen.

## Vorbereitungsphase für die mögliche Einführung eines D€: 2023 bis 2025
Nach Abschluss der zweijährigen Untersuchungsphase zu Ausgestaltung und Bereitstellung eines D€ eröffnete der EZB-Rat am 18. Oktober 2023 die Vorbereitungsphase in der unter anderem das Regelwerk für einen D€ fertiggestellt und Anbieter für die Entwicklung von Plattform und Infrastruktur ausgewählt werden sollen. Auf der Basis der Ergebnisse der Untersuchungsphase entwarf die EZB einen D€ mit folgenden Merkmalen:
- Bereitstellung des D€ als digitale Form von Bargeld, die für jede digitale Zahlungen im gesamten Euroraum genutzt werden könne
- allgemeine Zugänglichkeit und kostenlose Nutzung des D€ online als auch offline
- Echtzeitzahlungen in Zentralbankgeld zwischen Privatpersonen, an Verkaufsstellen, im Online-Handel und für staatliche Transaktionen
- Gewährleistung von einem Höchstmaß an Privatsphäre

Mit dem Start der Vorbereitungsphase am 1. November 2023 sei noch nicht beschlossen, ob ein D€ eingeführt wird. Diesen Beschluss ziehe der EZB-Rat in Betracht, wenn der Gesetzgebungsprozess der Europäischen Union abgeschlossen ist.
Am 19. Februar 2024 fand eine Anhörung zum D€ im Finanzausschuss des Deutschen Bundestages statt, in der es unter anderem um einen möglichen Zustimmungsvorbehalt des Deutschen Bundestages zur Einführung des D€, den Erhalt des Bargeldes sowie den Schutz der Privatsphäre ging.
Eine repräsentative Umfrage im Auftrag der Deutschen Bundesbank ergab im April 2024, dass nur 41 Prozent der Befragten etwas über den D€ hörten, lasen oder sahen, 59 Prozent ist er unbekannt.
Im Oktober 2024 etablierte die EZB eine Innovationsplattform ("Pioneer Innovation Partner-Program"), die Unternehmen ermöglicht, den digitalen Euro in einer geschützten Umgebung zu testen und an seiner Weiterentwicklung mitzuwirken.
Am 8. April 2025 betonte Piero Cipollone als Mitglied des Direktoriums der EZB vor dem Ausschuss für Wirtschaft und Währung des Europäischen Parlaments Vorteile der Einführung des digitalen Euro für die Europäische Union. Er erklärte, der digitale Euro stärke die Autonomie Europas im Bereich des digitalen Zahlungsverkehrs, da die Abhängigkeit von ausländischen Anbietern verringert und die monetäre Souveränität gewahrt bliebe. Zugleich betont er die fortdauernde Bedeutung von Bargeld für finanzielle Inklusion und die Widerstandsfähigkeit des Zahlungssystems.
Dass die französische Zentralbank hierzu die Überweisungen mit der Plattform des US-amerikanischen Anbieters Ripple erprobt, der wegen unerlaubten Wertpapierverkäufen verurteilt wurde, steht der beworbenen Autonomie entgegen.

### Fortschrittsberichte zur Vorbereitungsphase
Am 24. Juni 2024 veröffentlichte die EZB den ersten Fortschrittsbericht zur Vorbereitungsphase für den D€.
Da der digitale Euro ein gemeinsames europäisches Projekt ist, läuft die technische Arbeit des Eurosystems in der Vorbereitungsphase parallel zum Gesetzgebungsverfahren, das von den Mitgesetzgebern durchgeführt wird. Bis Ende 2025 entscheide der EZB-Rat, ob er in die nächste Phase der Vorbereitungen für einen digitalen Euro eintreten will.
Der Bericht stellt die Ergebnisse der technischen Arbeiten in den folgenden Bereichen vor: Datenschutz, Offline-Funktionalität des digitalen Euro und Regelwerk. Darüber hinaus werden die technischen Beiträge der EZB zur Unterstützung der gesetzgeberischen Bemühungen der Europäischen Union zusammengefasst. Folgende Punkte werden in dem Bericht hervorgehoben:
- Der Schutz der Privatsphäre sei ein fester Bestandteil des digitalen Euro-Projekts, im Sinne des Konzepts des "eingebauten Datenschutzes".
- Nur Zahler und Zahlungsempfänger würden die persönlichen Transaktionsdaten von digitalen Offline-Euro-Zahlungen kennen.
- Digitale Online-Euro-Transaktionen wären technologisch führend, wenn es um den Schutz der Privatsphäre geht.
- Eine wirksame Betrugsaufdeckung und -prävention sei entscheidend für das Vertrauen in den digitalen Euro.
- Die Einführung eines digitalen Offline-Euros auf mobilen Geräten hänge von den Anforderungen ab, die in den Vorschriften für Gerätehersteller und Anbieter der Kommunikationsdienste festgelegt sind.
- Die Rulebook Development Group (RDG) erstellte eine erste Fassung des Regelwerks zu den Mindeststandards der Benutzererfahrung (UX), Prüfung und Zertifizierung von Zahlungs- und Akzeptanzlösungen sowie Identifizierung inhärenter Risiken für die beteiligte Akteure. Der nächste Entwurf des Regelwerks soll bis Ende 2025 erscheinen. Im dritten Quartal 2025 erscheine ein neuer Fortschrittsbericht zur Arbeit der RDG.
- Der digitale Euro verwende modernste Technologien, die eine cyberresistente und zukunftssichere Umgebung schaffen sollen.
- Hierzu begrenze die EZB die Menge an digitalen Euro, die man auf Konten halten kann (Haltelimit, aktuell in Kalibrierungsphase).
- Die EZB strebe an, die Umweltfolgen des digitalen Euro über die gesamte Wertschöpfungskette hinweg zu minimieren.
- Die EZB kooperiere aktiv mit öffentlichen und privaten Interessengruppen und der Gesellschaft insgesamt, um über ihre Fortschritte zu berichten.

Der zweite Fortschrittsbericht zur Vorbereitungsphase erschien Ende 2024. Er enthält den Input aus sieben Workstreams, die im Mai 2024 eingerichtet wurden, um das Regelwerk – darunter Mindeststandards für das Nutzungserlebnis und das Risikomanagement – weiterzuentwickeln. Der dritte Fortschrittsbericht werde im zweiten Quartal 2025 veröffentlicht.
Der EZB-Rat entscheide am Ende der Vorbereitungsphase, ob er zur nächsten Vorbereitungsstufe übergeht. Ein möglicher Beschluss des EZB-Rates zur Ausgabe eines digitalen Euro könne nach Abschluss des Gesetzgebungsverfahrens gefasst werden. Im März 2025 sagte EZB-Präsidentin Christine Lagarde, sie hoffe, dass der europäische Gesetzgeber im Oktober 2025 den legislativen Prozess vollendete, sodass die EZB dann mit dem Projekt voranschreiten könne.
Am 9. April 2025 veröffentlichte die EZB einen weiteren Fortschrittsbericht der Rulebook Development Group (RDG) zur Entwicklung des Regelwerks zum digitalen Euro. Er thematisierte die Nutzererfahrung, Markenrichtlinien, den Zertifizierungsrahmen, Risikomanagementaspekte und Implementierungsdetails für verschiedene Anwendungsfälle.
Mitte Juli 2025 veröffentlichte die EZB ihren dritten Fortschrittsbericht zur Vorbereitungsphase.